# Ferenc Idranyi
Ferenc Idranyi (ur. 2 lipca 1902 w Hernádszentandrás, zm. 14 października 1958 w Budapeszcie) – węgierski szermierz, brązowy medalista mistrzostw świata.
Podczas mistrzostw świata w Lozannie w 1935 roku (oficjalnie zawody tego cyklu rozgrywane są pod tą nazwą dopiero od 1937) Węgrzy w składzie: Béla Bay, Pál Dunay, Aladár Gerevich, János Hajdú, Ferenc Idranyi i Lajos Maszlay zdobyli brązowy medal we florecie drużynowym. Był to jego jedyny medal w zawodach tego cyklu.
Nigdy nie wziął udziału w igrzyskach olimpijskich.